# Gulab Singh
Gulab Singh est le premier maharaja de l'État princier de Jammu-et-Cachemire, au sein du raj britannique, de 1846 à 1857.
Après la première Guerre anglo-sikhe, le traité d'Amritsar lui donne l'autorité sur le territoire du Cachemire. Il fonde ainsi la dynastie Dogra.
Son fils Ranbir Singh lui succède.